# ماهی‌ها در خاک می‌میرند
ماهی‌ها در خاک می‌میرند فیلم سینمایی ایرانی به کارگردانی و نویسندگی امیر مجاهد و محمد دلجو ساخته سال ۱۳۵۶ است. این فیلم چهارمین کار مشترک محمد دلجو و امیر مجاهد است. این فیلم که موضوعی اجتماعی دارد محصولی از استودیو میثاقیه است.

## خلاصه فیلم
پسری که پدرش کارگر شهرداری است، عاشق دختر ثروتمندی می‌شود…
رضا دانش آموز سال آخر دبیرستان به دختر متمولی به نام نسرین دل می‌بازد. رضا با پدرش سیدحسین خادم، که رفتگر شهرداری است، در یک خانهٔ اجاره‌ای زندگی می‌کنند. اکبر، دوست صمیمی رضا، پول تو جیبی رضا را تأمین و امکان دیدارهای رضا و نسرین را فراهم می‌کند. پدر نسرین مخالفت رفت و آمد دخترش با رضا است، و برادرزاده‌اش را برای ازدواج با نسرین در نظر گرفته است. رضا به سرطان خون مبتلا است، و پدرش پس از اطلاع از بیماری پسرش این موضوع را از او پنهان می‌کند و می‌کوشد شرایطی فراهم کند که رضا چند ماه آخر زندگی‌اش را با آرامش و شادی بگذراند. او برای رضا به خواستگاری می‌رود؛ اما پدر نسرین او را شماتت می‌کند. رضا پس از اطلاع از بیماری‌اش نسرین را از خود می‌راند تا او با پسر عمویش ازدواج کند.

## بازیگران
- جمشید مشایخی
- آیلین ویگن
- شهرام شب‌پره
- محبوبه بیات
- آزیتا لاچینی
- آرمان هوسپیان
- محمد دلجو
- کیومرث ملک مطیعی